# Quân nổi dậy Iraqi (chiến tranh Iraq)
Ngày 26 tháng 2 năm 1993, một xe tải chở đầy bom đậu dưới Tháp Bắc của Trung tâm Thương mại Thế giới tại thành phố New York, đã nổ tung. Khoảng 1.336 pound (606 kg) chất urea nitrat– thiết bị tăng cường khí Hiđrô với ý định sẽ đánh vào tòa nhà 1 để nó đổ vào tòa nhà 2 và tất cả sẽ sụp đổ để giết chết hàng ngàn người. Ý định đó đã thất bại, nhưng đã làm 6 người thiệt mạng và khoảng 1.042 người bị thương Cuộc tấn công đã được một nhóm khủng bố gồm Ramzi Yousef, Mahmud Abouhalima, Mohammad Salameh, Nidal A. Ayyad, Abdul Rahman Yasin và Ahmed Ajaj lên kế hoạch từ trước. Nhóm khủng bố trên đã nhận được sự viện trợ từ Khaled Sheikh Mohammed, chú của Yousef.
Sau cuộc tấn công Yousef đã chạy trốn đến Pakistan và sau đó là Manila. Tại đây hắn bắt đầu phát triển các kế hoạch làm nổ tung đồng thời 1 chục chiếc máy bay của các hãng hàng không Mỹ, nhằm ám sát Giáo hoàng John Paul II và tổng thống Bill Clinton và đâm thẳng 1 chiếc máy bay cá nhân vào trụ sở của CIA. Cuối cùng Yousef bị bắt giam tại Pakistan.
Tháng 3 năm 1994, 4 trong số 6 người thực hiện vụ đánh bom trên trên bị kết tội gồm Mahmud Abouhalima, Ahmed Ajaj, Nidal A. Ayyad và Mohammad Salameh. Trong tháng 11 năm 1997, hai người khác bị kết án gồm Ramzi Yousef (người đứng đằng sau các vụ đánh bom) và người lái chiếc xe tải chở bom, Eyad Ismoil.
Không có bất cứ 1 cáo trạng nào của chính phủ Mỹ đưa ra chống lại Osama bin Laden có bất kì mối liên hệ với vụ đánh bom này, nhưng Ramzi Yousef được biết rằng đã tham gia trại huấn luyện khủng bố tại Afghanistan. Sau khi hắn bị bắt, Yousef đã tuyên bố rằng sự biện minh đầu tiên của hắn cho vụ tấn công là để trừng phạt nước Mỹ vì hành động ủng hộ sự chiếm đóng của người Israel đối với khủng bố người Palestine và không đề cập tới bất kì động cơ tôn giáo nào.